# جونیچیرو کویزومی
جونیچیرو کویزومی (به ژاپنی: 小泉 純一郎) (زادهٔ ۸ ژانویه ۱۹۴۲)، سیاستمدار اهل ژاپن و هشتاد و هفتمین نخست‌وزیر این کشور از سال ۲۰۰۱ تا ۲۰۰۶ بود. او زمانی که دوره‌اش در پارلمان در سال ۲۰۰۹ به پایان رسید، از سیاست کناره‌گیری کرد.